# 竹本シンゴ
竹本 シンゴ（たけもと シンゴ）は、日本のAV監督。

## 人物・来歴
- 現在ROCKET（株式会社ロケット）代表取締役。
- 島根県立の中学･高校を卒業[2]。
- 大学在学中から、V&RプランニングでADとして活躍、数々の監督作に参加（望月英吾「ヘイ！彼女!!」シリーズ．他）。
- 1998年、V&Rプランニングで監督デビュー。監督でありながらカメラマン、照明スタッフ等もこなす、当時のV&R監督陣の中においてはある意味「最も賞賛に値する男」と言われた。また、独特の品性と刺激を追求する姿勢から「恐れを知らない挑戦者」とも言われ、V&Rの海外進出作品において高い評価を受ける[1]。
- その後、V&Rプランニングより、V&Rプロダクツが独立するのにあたり、それまで一社員監督であったが代表取締役に就任。安達かおるの哲学を受け継ぎつつも、常に新たな分野にも挑戦し続けるAV監督の第三世代となる。
- 作品は、従来得意としていたコギャルモノ、ハメ撮りモノだけでなく、風俗モノも得意としている。
- 2007年、親会社のV&Rプランニングとの一件で、当時代表取締役をやっていたV&Rプロダクツを退社。
- 2008年1月、ソフト・オン・デマンドグループ新レーベルとして、ROCKET(株式会社ロケット)を設立。

## 作品

### V&Rプランニング作品
- 『スペルマSPECIAL　超・口唇暴力2』（1997年6月24日）◆総集編．新撮パート監督
- 『完全密着トロピカル・アイランド　うわさのビキニギャルスペシャル』（1997年9月12日）◆総集編．新撮パート監督
- 『完全密着南半球夢の5日間　うわさのビキニギャルinオーストラリア』（1998年6月24日）
- 『都会で暮らす女たち　東京SEXスタイル』（1998年8月24日）
- 『これがドッキリ！だまされ娘　え～、私、聞いてナイヨ・・・』（1998年10月24日）
- 『都会で暮らす女たち　東京SEXスタイル2』（1998年12月12日）
- 『うわさのミスコンパニオン』（1999年1月21日）
- 『爆乳インストラクター　銀河ケイ』（1999年2月21日）
- 『うわさのバスガイド』（1999年5月18日）
- 『素人コギャルズMANIAX』（2000年5月18日）
- 『素人モデルズ CLASS A CLIMAX VOL.2』（2000年6月21日）◆chapter.6．監督
- 『うわさのミスコンパニオン2』（2000年7月18日）
- 『素人コギャルズMANIAX2』（2000年9月18日）
- 『素人コギャルズMANIAX3』（2000年12月15日）
- 『素人コギャルズMANIAX4　アニマルファック→!!!』（2001年3月15日）
- 『うわさのミスコンパニオン3』（2001年5月18日）
- 『素人コギャルズMANIAX5　狙い撃ちでドピュ！！』（2001年6月15日）
- 『ビキニギャルMANIAX』（2001年8月15日）
- 『パンティーズ・ア・ゴー！ゴー！』（2001年9月27日）
- 『Sex friends』（2001年10月21日）
- 『ビキニギャルMANIAX 2』（2001年12月18日）
- 『sex friends 2』（2002年1月18日）
- 『素人コギャルズMANIAX６』（2002年2月15日）
- 『パンティーズ・ア・ゴー・ゴー！　2』（2002年4月18日）
- 『sex friends 3』（2002年6月21日）
- 『うわさのミスコンパニオン4』（2002年7月18日）
- 『素人参加募集ビデオ　広末奈緒としてみませんか？』（2002年8月27日）
- 『素人コギャルズMANIAX7』（2002年10月18日）
- 『エロのから騒ぎ　～Much Ado About Eros～』（2003年3月24日）
- 『麗しの受付嬢　おじぎしながらグチョグチョなんですぅ～』（2003年4月21日）
- 『素人コギャルズMANIAX８』（2003年5月21日）
- 『公衆便所FUCK！』（2003年6月27日）
- 『麗しの受付嬢2　カウンターの下はビチョビチョなんですぅ～』（2003年7月21日）
- 『エロのから騒ぎ　～Much Ado About Eros～　第2期生』（2003年8月24日）
- 『素人コギャルズMANIAX9』（2003年9月21日）
- 『エロのから騒ぎ　～Much Ado About Eros～　第3期生』（2003年10月21日）
- 『うわさのミスコンパニオン5』（2003年11月24日）
- 『素人コギャルズMANIAX10』（2004年4月17日）
- 『THE  HELICOPTERMAN　ザ・ヘリコプターマン』（2004年4月17日）
- 『TOKYO CUMSHOT INSIDE　トーキョーカムショットインサイド』（2004年5月20日）
- 『素人ナンパMANIAX　in　宇都宮・仙台』（2004年6月17日）
- 『ザ・夜這い　THE YOBAI』（2004年6月17日）
- 『素人コギャルズMANIAX 11』（2004年7月22日）
- 『SEX BANCHO LEGEND JAPANESE BAD BOYS　セックス番長伝説』（2004年7月22日）
- 『THE  HELICOPTERMAN　ザ・ヘリコプターマン2』（2004年9月23日）
- 『天狗エロマ○コ01　佐田絵里奈』（2006年6月21日）
- 『中出し治療クリニック』（2007年3月21日）

### ROCKET作品
- 『巨乳オイルSEX 2 吉永あかね』(2013年11月9日)
- 『経験人数奇跡のたった1人！ 吉祥寺で見つけたショートカットが似合う爽やか携帯ショップ店員 あゆみ翼 AVデビュー』(2013年12月5日)
- 『レースクイーンMANIAX 月乃美夜（22）―上から88、59、90―』(2014年1月9日)

他多数